# Daniel S. Lamont
Daniel Scott Lamont (New Hudson, 9 de febrero de 1851-Millbrook, 23 de julio de 1905) fue un político estadounidense, que se desempeñó como Secretario de Guerra de los Estados Unidos durante el segundo mandato de Grover Cleveland.

## Biografía
Nació en la granja de su familia en McGrawville (estado de Nueva York). Asistió al Union College en Schenectady (Nueva York), sin terminar. Fue empleado y asistente de un periódico en Albany, fue empleado del comité central estatal del Partido Demócrata en 1872, y fue secretario en jefe del departamento de estado de Nueva York desde 1875 hasta 1882.
En 1883, a través de su mentor Daniel Manning, fue asignado al personal del entonces gobernador de Nueva York Grover Cleveland. Se convirtió en secretario privado y militar con el rango honorario de coronel en el personal del gobernador el mismo año, y continuó en su servicio después de que Cleveland asumiera la presidencia en 1885. Lamont también tuvo un empleo con William C. Whitney en sus empresas comerciales en 1889.
Desde el 5 de marzo de 1893 hasta el 5 de marzo de 1897, se desempeñó como Secretario de Guerra de los Estados Unidos en el gabinete del presidente Cleveland. A lo largo de su mandato, instó a la adopción de un regimiento de infantería de tres batallones como parte de una modernización y fortalecimiento general del Ejército. Además, recomendó la construcción de una sala central de registros para albergar los archivos del Ejército e instó a que el Congreso autorizara la marcación de importantes campos de batalla en la forma adoptada en la batalla de Antietam. También recomendó que las tierras utilizadas por los prisioneros apaches en Fort Sill (Oklahoma) se adquieran para su uso permanente por parte de los nativos y que se finalice con la condición de prisioneros.
Después de su servicio como Secretario de Guerra, fue vicepresidente de la Compañía de Ferrocarriles del Pacífico Norte desde 1898 hasta 1904. También fue director de numerosos bancos y corporaciones. Falleció por un ataque de corazón en Millbrook (Nueva York), el 23 de julio de 1905.